# Mata Hari (serie de televisión)
Mata Hari es una serie de televisión de drama histórico ruso-ucraniano, es una coproducción de Rusia y Portugal. La serie está basada en la historia de la legendaria espía, y bailarina, Margaret Zelle, más conocida bajo el seudónimo de Mata Hari, que se dedicaba a actividades de espionaje en favor de Alemania durante la Primera Guerra Mundial.

## Sinopsis
Margaret MacLeod, perseguida por su exmarido, es privada de la custodia de su hija y abandonada a merced del destino, sin medios de subsistencia. Se convierte en bailarina, desesperada por encontrar otras ganancias. Bajo el seudónimo de Mata Hari, Margaret se convierte en la favorita de la élite europea. Consigue abrirse las puertas de lujosas mansiones y villas, cada actuación produce un furor increíble. Pero se acerca la Primera Guerra Mundial, que cambiará para siempre el curso de la historia, y es apenas que Mata Hari adivina qué papel está destinada a jugar en los próximos eventos.

## Elenco y personajes
- Vahina Giocante como Margaret Gertrude Zelle/Mata Hari.
- Christophe Lambert como Kramer.
- Rutger Hauer como Stolbacken.
- John Corbett como Rudolph MacLeod.
- Gérard Depardieu como El padre Bernard, párroco.
- Alexeï Gouskov como Georges Ladoux.
- Anatoli Lobotski como Monsieur Malier.
- Oisin Stack como Gabriel Astruc.
- Maksim Matvéyev como Vladimir Maslov.
- Rade Šerbedžija como Guimet.
- Alsidesh Estrela como Sairous.
- Victoria Isakova como Lidia Kirievskaïa.
- Nuno Lopes como Maximilien Ridoch.
- Chris Murphy como Hubert.
- Alexandre Petrov como Matthieu.
- Ksenia Rapoport como Elisabeth Schragmüller.
- Svetlana Khodchenkova como Elatka Djenitch.
- Carloto Cotta como Théophile Rastignac.
- Alexandre Mikhaïlov como Semikhine.
- Maria Fomina como Vera.
- Makhar Zaporojski como Riabov.
- Yehezkel Lazarov como El Conde Jesùs Costello.
- Dmitri Maltsev como Hervé Matthieu.
- Piotr Nesterov como Sakhnevich.
- Alexandre Khoshabaev como Mister Melo.
- Ilia Slanevski como Oficial alemán.
- Nail Abrakhmanov como David.
- Artiom Tsypis como Salinac.

## Producción
La serie de 12 episodios fue anunciada en octubre de 2014, iniciando el rodaje en Lisboa, Portugal y St. Petersburg, Rusia. Ha sido producida por Star Media. En la serie se unieron John Malkovich, Christopher Lambert, Rutger Hauer, Vahina Giocante, Oisin Stack, Alexei Guskov y Fedor Bondarchuk como parte del reparto. La serie está dirigida por Dennis Berry y Oleg Lukichev es el director de fotografía.